# Phường 2, thành phố Trà Vinh
Phường 2 là một phường thuộc thành phố Trà Vinh, tỉnh Trà Vinh, Việt Nam.

## Địa lý
Phường 2 nằm ở trung tâm thành phố Trà Vinh, có vị trí địa lý:
- Phía đông giáp Phường 3
- Phía tây giáp Phường 6 và Phường 7
- Phía nam giáp Phường 7
- Phía bắc giáp Phường 1.

Phường 2 có diện tích 0,29 km², dân số năm 2022 là 3.428 người, mật độ dân số đạt 11.820 người/km².

## Hành chính
Phường 2 được chia thành 3 khóm: 1, 2, 3.

## Lịch sử
Sau năm 1975, Phường 2 là một phường thuộc thị xã Trà Vinh.
Ngày 4 tháng 3 năm 2010, Chính phủ ban hành Nghị quyết số 11/NQ-CP về việc thành lập thành phố Trà Vinh thuộc tỉnh Trà Vinh. Phường 2 trực thuộc thành phố Trà Vinh.